# Wicca Envy
Wicca Envy is de tiende aflevering in het eerste seizoen van Charmed. De aflevering werd geschreven door Brad Kern, en geregisseerd door Mel Damski.

## Verhaal
Sinds de Charmed Ones te krachtig zijn om hen te verslaan met magie, proberen Rex Buckland en Hannah Webster de Charmed Ones te chanteren om zo hun krachten aan hen af te staan. Rex Buckland kan immers de gedachten manipuleren door middel van suggestie, wanneer hij zichzelf onzichtbaar maakt met astrale projectie. Zowel de bewakingsagent als Prue is zich van geen kwaad bewust wanneer Prue onwetend naar huis vertrekt met een zeer duur object uit het veilinghuis. Wanneer Prue de volgende dag gaat werken verneemt ze dat er een kostbare tiara gestolen is uit het veilinghuis. Darryl en Andy krijgen van Hannah alle bewakingsvideo's van de kluis, en maakt een opmerking dat het Prue was die als laatste de werkvloer verlaten heeft.
Terug in het Halliwell huis krijgen de Charmed Ones bezoek van de twee rechercheurs, ze hebben een sterk vermoeden dat Prue betrokken is bij de diefstal van de tiara, en gaan op zoek naar het gestolen object. Mede dankzij Rex Buckland die zich in het huis van de Halliwells bevindt in zijn onzichtbare modus probeert hij Andy mentaal te manipuleren en hem te vertellen waar de Tiara verstopt is. Tot grote verbazing van de Halliwells, blijkt de tiara in het bezit te zijn van Prue, waardoor Piper niets anders kan doen dan Andy en Darryl steeds te bevriezen op het moment dat ze de Tiara zouden ontdekken en het elders te leggen. Dit kat en muis spelletje verveelt Rex buitengewoon en staakt zijn duivelse plan. Rex en Hannah besluiten daarop om Prue te laten opdraaien voor moord. Wanneer de bewakingsagent nadien vermoord wordt, en Prue gevonden wordt met het moordwapen in haar hand, wordt ze gearresteerd door Andy voor moord. Wanneer Piper en Phoebe hun zuster Prue uit de gevangenis gaan breken worden ze gefotografeerd door Rex.
Rex geeft de Charmed Ones twee opties: ofwel gaan ze allemaal de gevangenis in op basis van zijn bewijsmateriaal, ofwel geven ze hun magische krachten aan hem op en laat hij ze verder met rust.
De Charmed Ones staan dan met tegenzin hun krachten af, waardoor alles in het Book Der Schaduwen verdwijnt. Rex en Hannah wachten op hun prijs in Bucklands, en hoewel ze helemaal niet van plan zijn om de voormalige Charmed Ones te laten leven met of zonder krachten transformeert Hannah in een zwarte panter om hen later te doden. Juist op het ogenblik dat de Charmed Ones geconfronteerd worden met de panter, betreedt Leo de zolder van het Halliwell en herstelt de magie van het Boek Der Schaduwen, met een gouden gloed die afkomstig is van zijn handen. Dit gebeuren herstelt ook meteen de krachten van de drie heksen, wat hen in staat stelt om de aanval van Hannah af te weren. Prue plaatst dan op haar beurt telekinetisch Rex Buckland in het pad van de zwarte panter, dat Rex dood. Bij de dood van Rex transformeert Hannah terug in haar menselijke vorm, en de beide warlocks worden vernietigd door een vuur dat afkomstig is uit de hel.
Prue haar naam wordt gezuiverd wanneer Andy de achtergronden onderzoekt van alle Buckland personeelsleden, en ontdekt dat de echte Hannah Webster en Rex Buckland overleden waren maanden voordien. Aangezien de oplichters verdwenen zijn, denkt Andy dat Rex en Hannah, Prue erin hebben geluisd in een poging om de tiara te stelen. Leo bekent niet dat hij diegene is die de krachten van de Charmed Ones heeft hersteld, bijgevolg hebben de Charmed Ones nog geen enkel idee over de ware identiteit van Leo, aangezien niemand, hem ziet orben op zijn weg naar de voordeur.

## Foutjes
De volgende fouten zijn in deze aflevering te ontdekken:
- Wanneer Piper en Phoebe Prue uit de gevangenis breken, staat Piper buiten en bevriest ze de bewakers binnen in het gebouw. Dit zou onmogelijk moeten zijn. In verschillende afleveringen I've Got You Under My Skin, en The Wendigo zijn daarvan duidelijk twee voorbeelden. Piper demonstreert hierin dat ze enkel objecten kan bevriezen die in dezelfde ruimte zich bevinden als haar.
- Wanneer de zusters in het Book of Shadows kijken, vraagt Phoebe of een afstandsspreuk omkeerbaar is. Piper antwoordt dat er niets van in vermeld staat. Toch staat er in het boek heel duidelijk zichtbaar in de camera: This spell is to be used in dire emergency; not lightly, only by choise. This spell is irreversible.
- Wanneer de meisjes hun krachten terug hebben en naar huis keren, scheurt Prue de afstandsspreuk uit het boek en verbrandt deze, dat wil dan ook zeggen dat ze de spreuk op de achterkant van de pagina vernietigt.
- Tijdens de scène waarin Piper met Leo aan het lopen is, gaat haar blouse van open naar geknoopt en dan terug open.
- Vrouwelijke en mannelijke gevangenen zitten in een cel
- Wanneer Piper een sleutelring met verschillende sleutels van de bevroren bewaker neemt, begint ze direct verschillende cellen te openen, hoe weet Piper welke sleutel van welke celdeur is.
- Als Phoebe buiten voor de gevangenis op uitkijk staat moet ze Rex gezien hebben die bij zijn auto staat, maar doet dit niet.
- Nadat Rex de ontsnapping foto van de zussen getrokken had, kon Piper Rex bevriezen en de camera afpakken, dit doet ze niet.
- Volgens het politiedossier dat Andy opent op zijn computer, is de verjaardag van de echte Rex Buckland 12 juli 1974 dat hem 24 jaar oud maakt. De foto die getoond wordt is van een veel oudere man.